# Eóganachta

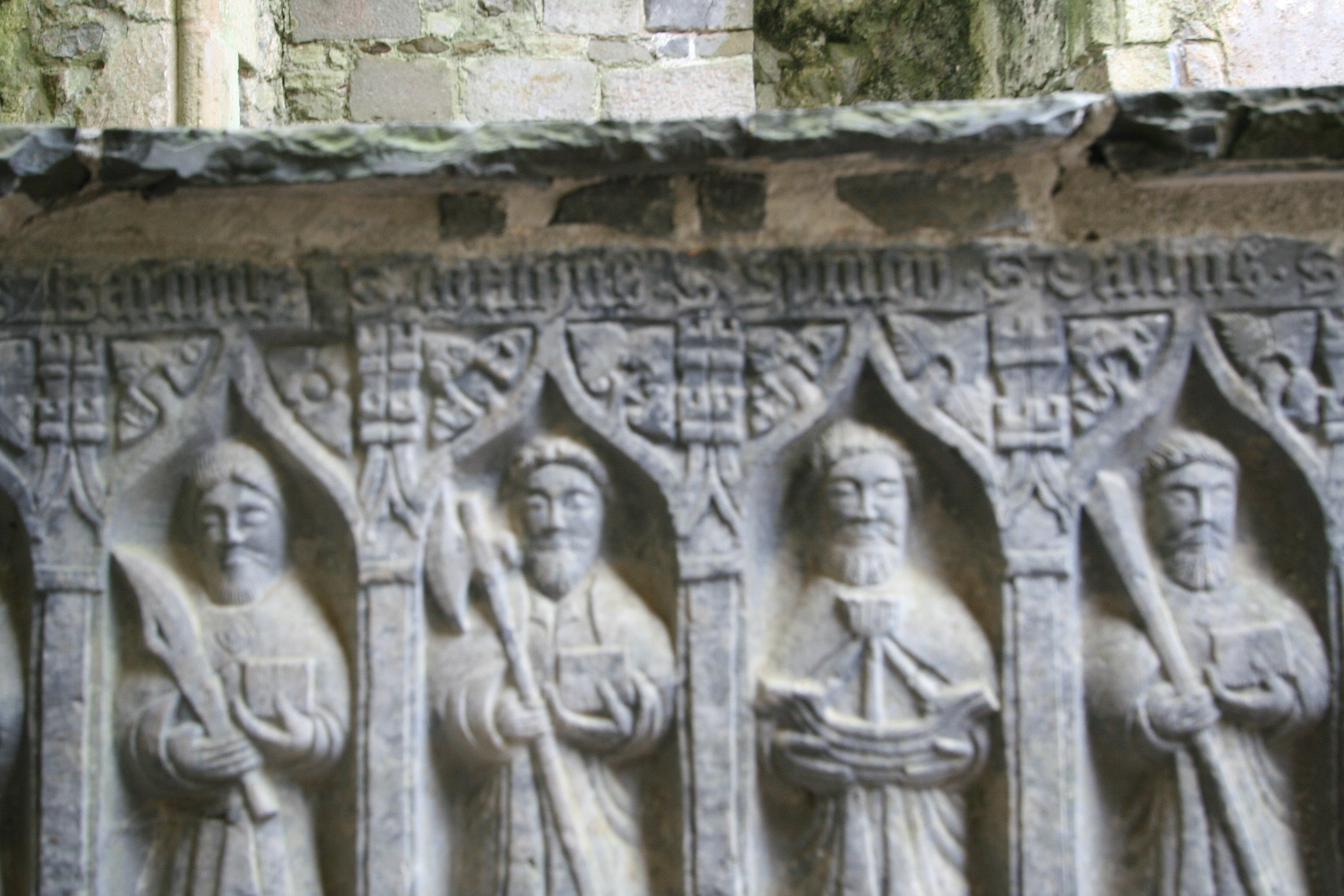
Detalle de la tumba de la nave norte en Cashel.

Los Eóganachta o Eoghanachta (Eugenians, en inglés) era una dinastía irlandesa radicada en torno a la Roca de Cashel y que dominaron el sur de Irlanda desde el siglo VI o VII al siglo X, y de forma restrictiva, el Reino de Desmond y su vástago la baronía de Carbery, hasta el siglo XVI. Según la tradición, la dinastía fue fundada por Conall Corc (también llamado Corc mac Luigthig), pero el nombre lo recibió de su ancestro Éogan, el hijo primogénito del semimitológico rey Ailill Aulom, del siglo III. Esta denominación dinástica del clan nunca tuvo un sentido de "apellido", siendo seguramente restringido a los miembros de la casa real descendientes de Conall Corc, que se establecieron en Cashel después del siglo V.